# Presidente municipal de Progreso (Yucatán)

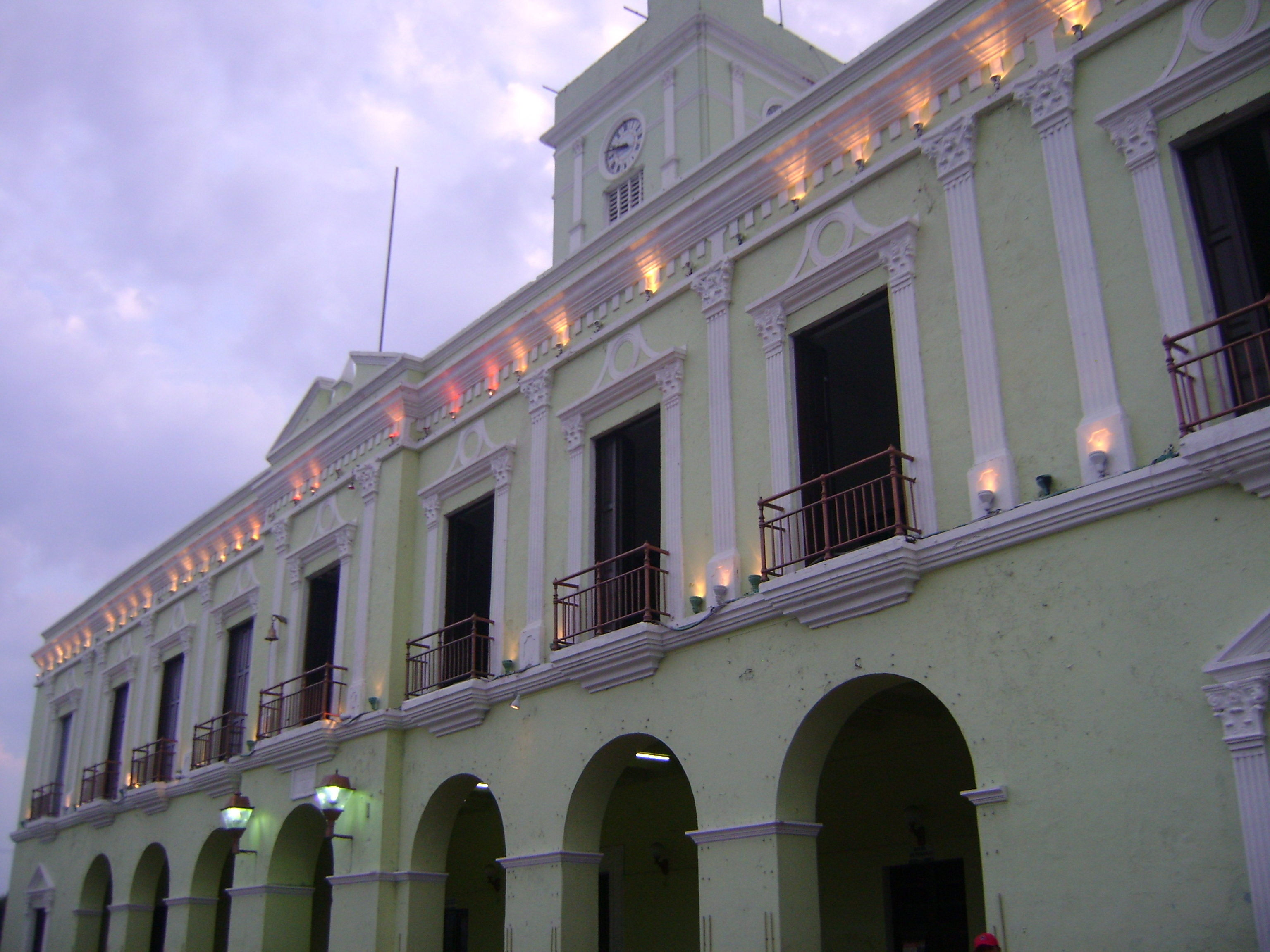
Palacio Municipal de Progreso, sede del Ayuntamiento.

El Presidente Municipal de Progreso ( o alcalde de Progreso, en término coloquial) es el titular del poder ejecutivo y cabeza de la administración pública del municipio de Progreso y sus comisarías; además, es quien preside el Ayuntamiento de Progreso. También es denominado primer edil o primer regidor. Su mandato es de 3 años con posibilidad de reelección por un periodo adicional, siempre y cuando sea postulado por el mismo partido de manera previa e inicia funciones constitucionales el día 1 de septiembre del año realizada la elección.

## Naturaleza jurídica
La naturaleza jurídica del presidente municipal se encuentra en el artículo 115 de la Constitución Política de los Estados Unidos Mexicanos, que establece, en su fracción I: 

"...
Cada Municipio será gobernado por un Ayuntamiento de elección popular directa, integrado por un Presidente Municipal y el número de regidores y síndicos que la ley determine. La competencia que esta Constitución otorga al gobierno municipal se ejercerá por el Ayuntamiento de manera exclusiva y no habrá autoridad intermedia alguna entre éste y el gobierno del Estado.

La Constitución Política del Estado de Yucatán, en su artículo 76 establece:

"...
El Estado tiene como base de su división territorial y organización política y administrativa, al Municipio. Este será gobernado por un Ayuntamiento electo mediante el voto popular libre, directo y secreto; integrado por un Presidente Municipal, Regidores y un Síndico, de conformidad con lo que establezca la ley de la materia. Entre éste y el Gobierno del Estado, no habrá autoridades intermedias.

Las funciones del Presidente Municipal están descritas en el artículo 55 de la Ley de Gobierno de los Municipios del Estado de Yucatán.

"...
- I.- Representar al Ayuntamiento política y jurídicamente, delegar en su caso, esta representación; y cuando se trate de cuestiones fiscales y hacendarias, representarlo separada o conjuntamente con el Síndico;
- II.- Dirigir el funcionamiento de la Administración Pública Municipal;
- III.- Proponer al Cabildo el nombramiento del Secretario Municipal en los términos de esta Ley;
- IV.- Ejercitar separada o conjuntamente con el Tesorero, la facultad económico-coactiva, en los términos establecidos en el Código Fiscal del Estado de Yucatán;
- V.- Nombrar y remover al personal administrativo del Ayuntamiento, cuando así se requiera, debiendo informar al Cabildo en la sesión inmediata;
- VI.- Delegar la presidencia del Sistema Municipal para el Desarrollo Integral de la Familia, en su cónyuge o persona distinta, de acuerdo a la forma que adopte este organismo;
- VII.- Condonar multas, pudiendo delegar esta facultad en otro funcionario público de menor rango;
- VIII.- Encabezar los actos cívicos y públicos que se realicen en el Municipio, salvo que estuviera presente el Gobernador del Estado, quien los presidirá;
- IX.- Solicitar al Ejecutivo en caso justificado, el auxilio de la fuerza pública para hacer cumplir sus resoluciones o las propias del Cabildo;
- X.- Aplicar por sí o a través del Juez Calificador, las sanciones a las infracciones administrativas, conforme al reglamento respectivo;
- XI.- Administrar y conservar los bienes propiedad del Municipio, conforme a lo que disponga el órgano de control interno, a falta de este, el Sindico o el Cabildo, en su caso;
- XII.- Proponer al Cabildo el nombramiento del Tesorero, del titular del órgano de control interno y los titulares de las dependencias y entidades paramunicipales. En ningún caso el Tesorero y los demás funcionarios municipales, podrán ser nombrados de entre los Regidores propietarios;
- XIII.- Vigilar separada o conjuntamente con el Síndico, la recaudación de la Hacienda Municipal;
- XIV.- Supervisar que los funcionarios públicos y empleados a su cargo, en el cumplimiento de sus funciones, se conduzcan con imparcialidad, diligencia, honradez, eficacia y respeto a las leyes;
- XV.- Suscribir conjuntamente con el Secretario Municipal y a nombre y por acuerdo del Ayuntamiento, todos los actos y contratos necesarios para el desempeño de los negocios administrativos y la eficaz prestación  de los servicios públicos;
- XVI.- Autorizar las órdenes de pago de la Tesorería, conforme al Presupuesto de Egresos, firmándolas conjuntamente con el Tesorero o a quien el Presidente designe;
- XVII.- Acordar periódicamente con los Regidores, los asuntos que estimen convenientes, para los diversos ramos de la administración pública, y
- XVIII.- Las demás que establezcan las leyes y los reglamentos." 

## Presidentes Municipales de Progreso
| Presidente Municipal | Presidente Municipal | Presidente Municipal           | Período     | Partido | Notas |
| -------------------- | -------------------- | ------------------------------ | ----------- | ------- | --- |
|                      |                      | Álvaro Vidal Alonso.           | 1937 - 1941 |         | |
|                      |                      | Gerardo Echalaz Aguilar.       | 1941 - 1942 |         | |
|                      |                      | Cesar A. Baqueiro A.           | 1943 - 1945 |         | |
|                      |                      | Gaspar Diaz G.                 | 1945 - 1946 |         | |
|                      |                      | Federico Osorio Torres         | 1947 - 1949 |         | |
|                      |                      | Gabino Peña Briceño            | 1950 - 1952 |         | |
|                      |                      | Manuel Núñez Navarro           | 1953 - 1955 |         | |
|                      |                      | Guillermo Romero               | 1956 - 1958 |         | |
|                      |                      | Luis Magadan de la Vega        | 1959 - 1961 |         | |
|                      |                      | Luis Escalante Tur             | 1962 - 1964 |         | |
|                      |                      | Manuel Pardio Sosa             | 1965 - 1967 |         | |
|                      |                      | Renan Cervera Cervantes        | 1968 - 1970 |         | |
|                      |                      | Pedro Luna E.                  | 1971 - 1973 |         | |
|                      |                      | Alfredo Enríquez Ordóñez       | 1974 - 1975 |         | |
|                      |                      | José María Pajón Torres        | 1975 - 1976 |         | |
|                      |                      | Gabino Peña Muñoz              | 1976 - 1978 |         | |
|                      |                      | Wilberth Gil Cobos             | 1979 - 1981 |         | |
|                      |                      | Luis Escalante Tur             | 1981 - 1982 |         | |
|                      |                      | Manuel Basto Rivas             | 1982 - 1984 |         | |
|                      |                      | Felipe Pech Chacón             | 1985 - 1987 |         | |
|                      |                      | José Manuel Encalada Rodríguez | 1988 - 1991 |         | |
|                      |                      | Alfredo Villalobos Vazquez     | 1991 - 1993 |         | |
|                      |                      | Luis Sierra Perez              | 1994 - 1995 |         | |
|                      |                      | Raul Enrique Lara Caro         | 1995 - 1998 |         | |
|                      |                      | Porfirio Roberto Trejo Zozaya  | 1998 - 2001 |         | |
|                      |                      | José Luis Blanco Pajón         | 2001 - 2004 |         | |
|                      |                      | Enrique Magadán Villamil       | 2004 - 2007 |         | |
|                      |                      | Reina Mercedes Quintal Rercio  | 2007 - 2010 |         | |
|                      |                      | María Ester Alonzo Morales     | 2010 - 2012 |         | |
|                      |                      | Daniel Zacarias Martinez       | 2012 - 2015 |         | |
|                      |                      | José Isabel Cortes Góngora     | 2015 - 2018 |         | |
|                      |                      | Julián Zacarías Curi           | 2018 - 2021 |         | |
|                      |                      | Julián Zacarías Curi           | 2021 - 2024 |         | Primer presidente municipal en ser reelegido constitucionalmente para un segundo periodo de forma continua. |
|                      |                      | Erik Rihani González           | 2024 - 2027 |         | |